# That Was Then, This Is Now (Tha Dogg Pound)
That Was Then, This Is Now è il sesto album in studio del gruppo hip hop statunitense Tha Dogg Pound, pubblicato nel 2009.

## Tracce
1. That Was Then, This Is Now – 3:01
2. Attitude Problem (feat. Swizz Beatz & Cassidy) – 4:09
3. Deepeegee – 4:01
4. Rollin' N a Drop Top (feat. Snoop Dogg & A-Dubb) – 3:47
5. Get Paid (feat. A-Dubb) – 3:37
6. Get It Get It (feat. Roscoe) – 4:21
7. How Low (feat. Problem) – 3:30
8. Insanity (feat. Soopafly) – 4:09
9. Money Fold'N (feat. Krayzie Bone) – 4:45
10. No'mo' Police Brutality – 3:09
11. On & On – 3:46
12. They Don't Want It (feat. Soopafly) – 6:16
13. Tha Liquor Store (feat. Kokane) – 3:11
14. U Gets Nothin' (feat. C-Los) – 4:21
15. Cheat (feat. Pharrell) – 4:03
16. Westside Rydin' – 4:23
17. Ya'll Know What I'm Doin' (feat. Turf Talk) – 3:50
18. Get My Drink On & My Smoke On – 4:18
19. How tha West Was Won (Bonus Track) – 3:12

## Formazione
- Daz Dillinger
- Kurupt